# Коритоплектус
Коритоплектус (лат. Corytoplectus) — род цветковых растений семейства Геснериевые (лат. Gesneriaceae), включающий в себя около 15 видов многолетних полукустарников и травянистых растений.

## Этимология названия
Название рода происходит от греч. κωρυς, "kōrys" — шлем, или (что менее вероятно) греч. κωρυτος, kōrytos (латинское corytus) — "кожаный мешок, колчан", и греч. πλεκτος, plectos — "складчатый", что указывает на форму чашелистиков, которые напоминают шлем или колчан.

## Ботаническое описание
Многолетние наземные растения высотой до 60 см. Стебли полуодевесневающие или травянистые. Листья супротивные, изофиллические, бархатистые, разнообразной окраски. Соцветия пазушные, плотные, сидят у самого стебля, мало- или многоцветковые, часто зонтичного типа. Чашелистики равные, вариабильной формы, ярко окрашены, после отцветания не опадают. Венчик трубчатый, поднимающийся из чашечки, вздутый, отгиб узкий с равными долями, зев цветка узкий. Тычинок 4, обычно равные по длине венчику; нектарников 4, 2 или изредка 1. Завязь верхняя, пестик головчатый или двухлопастный. Плод — шаровидные, черные блестящие или полупрозрачные ягоды с черными семенами.

## Ареал и климатические условия
Западные Кордильеры, Боливия, Панама и побережья Венесуэлы, нагорья Гайаны. Наземные растения высокогорных лесов.

## Хозяйственное значение и применение
В умеренном климате выращивается как комнатное и тепличное декоративное растение.

## Агротехника
Посадка. Сажают в рыхлый, питательный водо- и воздухопроницаемый субстрат с добавлением листовой земли, перлита, сфагнума. На дне горшка обязательно устраивают дренаж из слоя керамзита или черепков.
Уход. Предпочитает место светлое или слегка затенённое. Нуждается в повышенной влажности воздуха, которую можно достичь, поместив горшок в широкий поддон с влажным торфом. Полив умеренный, регулярный, обязательно избегать застаивания воды в поддоне. Оптимальная температура 18-20°С. Регулярные подкормки в период роста — весной 1 раз в 2 недели, летом — реже, жидким комплексным удобрением. С конца осени до февраля, в период низкой освещённости, уменьшить полив и не удобрять.
Пересадка. Пересаживают каждый год или раз в два года в свежий земляной субстрат. Размножают посевом семян.
Размножение. Весной — листовыми, стеблевыми черенками, посевом семян при 22-24°С.

## Виды
По информации базы данных The Plant List, род включает 12 видов:
- Corytoplectus capitatus (Hook.) Wiehler
- Corytoplectus congestus (Linden ex Hanst.) Wiehler
- Corytoplectus cutucuensis Wiehler
- Corytoplectus deltoideus (C.V.Morton) Wiehler
- Corytoplectus grandifolius (Britton ex Rusby) Rodr.-Flores & L.E.Skog
- Corytoplectus longipedunculatus Rodr.-Flores & L.E.Skog
- Corytoplectus oaxacensis Ram.-Roa, C.Chávez & Rodr.-Flores
- Corytoplectus purpuratus Rodr.-Flores & L.E.Skog
- Corytoplectus riceanus (Rusby) Wiehler
- Corytoplectus schlimii (Planch. & Linden) Wiehler
- Corytoplectus speciosus (Poepp.) Wiehler
- Corytoplectus zamorensis (Linden & André) Rodr.-Flores & L.E.Skog